# Old Statehouse (Delaware)
Das Old State House befindet sich in der Altstadt von Dover innerhalb des sogenannten Dover Green Historic District, dem historischen Dorfanger.

## Geschichte
Das Gebäude wurde ursprünglich vom Kent County als Gerichtsgebäude in Auftrag gegeben und von 1787 bis 1791 gebaut. Die Regierung von Kent County und der Bundesstaat Delaware teilten sich das Gebäude von 1791, als der Name in „The State House“ geändert wurde, bis 1873. Der Staat nutzte das Gebäude bis 1933, als die General Assembly in die Legislative Hall umzog. Das Old State House ist nun ein Museum und befindet sich in der Altstadt von Dover.

## Architektur

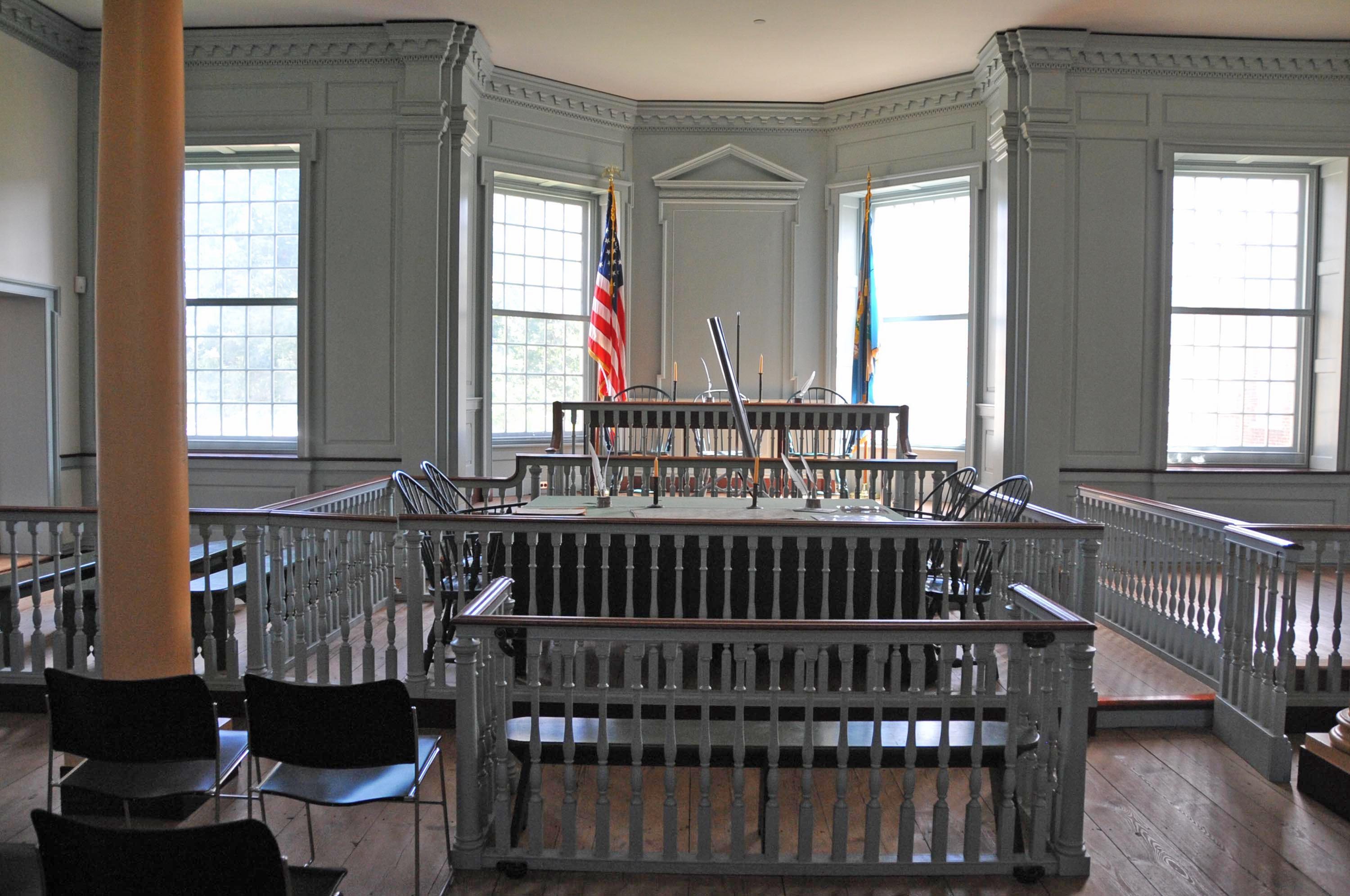
Der historische Gerichtssaal

Es handelt sich um einen zweistöckigen, fünfachsigen Backsteinbau im georgianischen Stil. Innerhalb der mittleren, leicht vorspringenden Achse befinden sich im Erdgeschoss der Hauptzugang sowie im Obergeschoss ein Venezianisches Fenster.
Der mit einem ädikulaartigen Dreiecksgiebel auf toskanischen Halbsäulen bekrönten Eingangstür ist eine schmale Freitreppe vorgelegt. Die drei Öffnungen der Serliana im Obergeschoss werden durch vier ionische Pilaster gefasst, die links und rechts jeweils einen Architrav stützen, während die mittlere, breitere Öffnung mit einem Lünettenfenster abschließt.
Über dem antikisierenden Gesims erhebt sich ein gekapptes, mit Schindeln gedecktes Satteldach. Dessen als Flachdach ausgeführter oberer Abschluss wird von einer Balustrade eingefasst. Auf dem Dach befindet sich eine oktogonale Laterne mit einem offenen Glockenturm. Das Äußere wurde später im viktorianischen Stil umgestaltet, 1976 jedoch wieder in seinen Originalzustand versetzt.
Im Inneren verbindet eine doppelläufige geschwungene Treppe den historischen Gerichtssaal im Erdgeschoss mit den ehemaligen Räumen der Regierung.